# あずさの元禄繁昌記
『あずさの元禄繁昌記』（あずさのげんろくはんじょうき）は、中島梓によるエッセイ集。
『元禄無頼』、『元禄心中記』をはじめ、執筆した時代小説の大部分が元禄を中心とする江戸時代中期を舞台としたものであるという著者が、その愛してやまない時代について、井原西鶴のことを中心に、思いのままを綴っている。
読売新聞日曜版1993年1月10日号から同年12月19日号まで連載されたのち、1994年8月11日に 読売新聞社より単行本（ISBN 4-643-94052-2）として刊行された。のち、2001年12月20日には中公文庫版（ISBN 4-12-203947-9）が刊行されている。表紙は単行本版、文庫版ともに小林智美が担当している。

## 内容
- 西鶴と私
- 元禄大好き・1
- 元禄大好き・2
- 西鶴とつきあい開始
- なぜか突然紫式部の話
- 作家ほどつまらぬ商売はない
- 所詮この世は色と金
- 近松と西鶴はここが違う
- 過剰な愛
- 少女Aに御用心
- 少女・元少女・老少女
- 究極の少女
- 時間を止めて
- OH！ ギャル
- 馬琴の話
- あららまだ馬琴で失礼
- とかく好色というものは
- 好色丸出帆
- だから女は……
- やっぱり女は……
- 好色屋西鶴
- 実は私は文芸評論家だったのだ
- バサラの末裔
- 執筆五分前
- 権臣たちの元禄
- 続・権臣たちの元禄
- 「好色屋西鶴」書き始める
- 西鶴はほんとに好色か
- 人生五十年
- 私は西鶴の転生である？
- 資料万歳
- 芝居小屋
- 同級生
- 俳句の話・1
- 俳句の話・2
- 俳句の話・3
- わからない
- 続・わからない
- 続々・わからない
- 元禄小袖のすすめ
- 世之介 カザノヴァ ドン・ファン
- 元禄グルメ・1
- 元禄グルメ・2
- 元禄グルメ・3
- 17世紀の世界
- 悪い奴ほどよく眠る……？
- 吉保と詮房
- ラスト・シーン・1
- ラスト・シーン・2
- ラスト・シーン・3